# 空 -ku-
「空 -ku-」（くう）は、MUCCの43枚目のシングル。2022年10月9日にデンジャークルー・レコードから発売された。

## 概要
- 「例えば僕が居なかったら」以来約3年ぶりの会場限定販売シングル。
- 2022年10月9日〜2022年12月14日に開催されたライヴツアー『MUCC 25th Anniversary  TOUR 「Timeless」〜是空・朽木の灯〜』にて会場限定販売された。
- 『MUCC 25th Anniversary TOUR 「Timeless」〜是空・朽木の灯〜』来場者全員へライヴ当日の入場時（または帰りの際）にグッズである「TRADING PHOTO vo.1【フォトカード】（ランダム 3枚セット 全30種類）」の31種類目「TRADING PHOTO vol.31（非売品）」が配布された。
- 各ストリーミングサービスでの配信などはされていない。

## 収録曲
1. 空 -ku-
作詞・作曲：ミヤ
  - 『MUCC 25th Anniversary  TOUR 「Timeless」〜是空・朽木の灯〜』のコンセプトとなるアルバム「是空」「朽木の灯」の空気感を現在のMUCCが再構築し作られた。楽器も当時のものが使用されている。
  - 16thアルバム「新世界」とほぼ同じタイミングで制作された。
  - 当初は4thミニアルバム「新世界 別巻」には収録されない予定だったが、“現在のMUCCと過去のMUCCをつなぐ”という思いのもと収録された。
  - 2022年11月19日にミュージックビデオがオフィシャルYouTubeチャンネルにてプレミア公開された。「新世界 別巻」収録のミヤによるミックスが施されているバージョンとなっている。このミュージックビデオに出演している青年は2003年にリリースされたアルバム「是空」の収録曲「9月3日の刻印」のMVに出演している少年と同じ人物である。
  - 2023年2月22日に発売された映像作品『「新世界」映像全集 高画質盤』にミュージックビデオが収録されている。
2. 空 -ku- (Original Karaoke)
作詞・作曲：ミヤ
3. MUCC TOUR 2022「新世界」〜Beginning of the 25th Anniversary〜  -Official Bootleg- (2022.06.19 金沢EIGHT HALL)
  - 16thアルバム「新世界」の2022年6月19日に開催された『MUCC TOUR 2022「新世界」〜Beginning of the 25th Anniversary〜』金沢EIGHT HALL公演でのライブ音源が収録されている。